# Arsène Menessou
Arsène Menessou (Abidjan, 3 december 1987) is een Benins voetballer. Hij staat sinds 2015 onder contract bij Jeunesse Esch.

## Carrière
Menessou startte zijn carrière bij Le Havre B, het tweede elftal van Le Havre. Via de toenmalige derdeklasser AS Beauvais Oise geraakte hij in 2009 bij Real Zaragoza B, het tweede elftal van Real Zaragoza. Daarna speelde hij voor enkele clubs in de Belgische lagere afdelingen, namelijk KAS Eupen, La Louvière Centre en Excelsior Virton. In 2015 versierde hij een transfer naar Jeunesse Esch.
Menessou is geboren in Ivoorkust, maar komt uit voor het nationaal elftal van Benin. Hij maakte op 5 juni 2011 zijn debuut als international tegen Ivoorkust.
1 Sommer ·
2 Mendes ·
3 C. de Sousa ·
4 Todorović  ·
5 Meddour ·
6 Fiorani ·
7 Klica ·
8 Duriatti ·
10 Deidda ·
11 Makota ·
12 Ivesic ·
14 Menessou ·
16 Kyereh ·
17 D. de Sousa ·
18 Lapierre ·
19 Rosa ·
20 D. Soares ·
21 Arslan ·
22 C. Soares ·
23 Steinbach ·
24 Kouamé ·
25 Brito ·
26 Fox ·
Boakye ·
Coach: Tosi